# Detroit Pistons 2021-2022
Questa voce raccoglie le informazioni riguardanti i Detroit Pistons nella stagione NBA 2021-2022.

## Stagione
Quella del 2021-2022 è l'81ª stagione della franchigia, la 74ª nella NBA, l'81ª a Detroit, così come la 5ª alla Little Caesars Arena. I Pistons hanno tentato di migliorare il loro record di 20-52 della scorsa stagione. I Pistons hanno avuto la prima scelta assoluta nel draft NBA per la prima volta dal 1970. I Pistons hanno chiuso sul 23-59, saltando i playoff per la terza stagione consecutiva.

## Draft
| Giro | Scelta | Giocatore       | Ruolo | Nazionalità                        | Università/Squadra  |
| ---- | ------ | --------------- | ----- | ---------------------------------- | ------------------- |
| 1    | 1      | Cade Cunningham | P     | Stati Uniti                        | OSU Cowboys         |
| 2    | 37     | JT Thor         | AG    | Stati Uniti                        | Auburn Tigers       |
| 2    | 42     | Isaiah Livers   | AP    | Stati Uniti                        | Michigan Wolverines |
| 2    | 52     | Luka Garza      | C     | Stati Uniti / Bosnia ed Erzegovina | Iowa Hawkeyes       |

I Pistons hanno avuto la prima scelta assoluta nel draft NBA del 2021, insieme a tre scelte del secondo round che entravano nel draft. La 37ª scelta è stata ceduta agli Charlotte Hornets in cambio della 57ª scelta.

## Roster
| \| Pos. \| Num. \| Naz. \| Nome \| Altezza \| Peso \| Data nascita \| Provenienza \| \| ----- \| ---- \| ---- \| --------------------- \| ------- \| ------ \| ------------ \| -------------- \| \| AG/C \| 35 \| \| Bagley, Marvin \| 211 cm \| 106 kg \| 14-03-1999 \| Duke \| \| AP \| 41 \| \| Bey, Saddiq \| 201 cm \| 98 kg \| 09-04-1999 \| Villanova \| \| P \| 2 \| \| Cunningham, Cade \| 198 cm \| 100 kg \| 25-09-2001 \| Oklahoma State \| \| G/AP \| 6 \| \| Diallo, Hamidou \| 196 cm \| 92 kg \| 31-07-1998 \| Kentucky \| \| P/G \| 20 \| \| Edwards, Carsen \| 180 cm \| 91 kg \| 12-03-1998 \| Purdue \| \| C \| 55 \| \| Garza, Luka \| 211 cm \| 120 kg \| 27-12-1998 \| Iowa \| \| AP/AG \| 9 \| \| Grant, Jerami \| 206 cm \| 95 kg \| 12-03-1994 \| Syracuse \| \| P/G \| 7 \| \| Hayes, Killian \| 196 cm \| 88 kg \| 27-07-2001 \| Francia \| \| P/G \| 5 \| \| Jackson, Frank \| 191 cm \| 93 kg \| 04-05-1998 \| Duke \| \| P/G \| 18 \| \| Joseph, Cory \| 191 cm \| 91 kg \| 20-08-1991 \| Texas \| \| AP \| 8 \| \| Key, Braxton (TW) \| 203 cm \| 102 kg \| 14-02-1997 \| Virginia \| \| P \| 38 \| \| Lee, Saben \| 188 cm \| 83 kg \| 23-06-1999 \| Vanderbilt \| \| AP/AG \| 12 \| \| Livers, Isaiah \| 198 cm \| 105 kg \| 28-07-1998 \| Michigan \| \| G \| 17 \| \| McGruder, Rodney \| 193 cm \| 93 kg \| 29-07-1991 \| Kansas State \| \| AG/C \| 13 \| \| Olynyk, Kelly \| 211 cm \| 109 kg \| 19-04-1991 \| Gonzaga \| \| AP \| 24 \| \| Pickett, Jamorko (TW) \| 211 cm \| 109 kg \| 24-12-1997 \| Georgetown \| \| C \| 28 \| \| Stewart, Isaiah \| 206 cm \| 113 kg \| 22-05-2001 \| Washington \| | Allenatore - Dwane Casey Assistente/i - Jerome Allen - Bill Bayno - Andrew Jones - Rex Kalamian - Jim Moran Legenda - (C) Capitano - (FA) Free agent - (S) Sospeso - (TW) Contratto Two-way - (GL) Assegnato a squadra G League affiliata - Infortunato Roster · Ultima transazione: 9 aprile 2022 |                                                          |                       |         |        |              |                |
| Pos. | Num. | Naz.                                                     | Nome                  | Altezza | Peso   | Data nascita | Provenienza    |
| AG/C | 35 | Stati Uniti (bandiera)                                   | Bagley, Marvin        | 211 cm  | 106 kg | 14-03-1999   | Duke           |
| AP | 41 | Stati Uniti (bandiera)                                   | Bey, Saddiq           | 201 cm  | 98 kg  | 09-04-1999   | Villanova      |
| P | 2 | Stati Uniti (bandiera)                                   | Cunningham, Cade      | 198 cm  | 100 kg | 25-09-2001   | Oklahoma State |
| G/AP | 6 | Stati Uniti (bandiera)                                   | Diallo, Hamidou       | 196 cm  | 92 kg  | 31-07-1998   | Kentucky       |
| P/G | 20 | Stati Uniti (bandiera)                                   | Edwards, Carsen       | 180 cm  | 91 kg  | 12-03-1998   | Purdue         |
| C | 55 | Stati Uniti (bandiera) · Bosnia ed Erzegovina (bandiera) | Garza, Luka           | 211 cm  | 120 kg | 27-12-1998   | Iowa           |
| AP/AG | 9 | Stati Uniti (bandiera)                                   | Grant, Jerami         | 206 cm  | 95 kg  | 12-03-1994   | Syracuse       |
| P/G | 7 | Francia (bandiera) · Stati Uniti (bandiera)              | Hayes, Killian        | 196 cm  | 88 kg  | 27-07-2001   | Francia        |
| P/G | 5 | Stati Uniti (bandiera)                                   | Jackson, Frank        | 191 cm  | 93 kg  | 04-05-1998   | Duke           |
| P/G | 18 | Canada (bandiera)                                        | Joseph, Cory          | 191 cm  | 91 kg  | 20-08-1991   | Texas          |
| AP | 8 | Stati Uniti (bandiera)                                   | Key, Braxton (TW)     | 203 cm  | 102 kg | 14-02-1997   | Virginia       |
| P | 38 | Stati Uniti (bandiera)                                   | Lee, Saben            | 188 cm  | 83 kg  | 23-06-1999   | Vanderbilt     |
| AP/AG | 12 | Stati Uniti (bandiera)                                   | Livers, Isaiah        | 198 cm  | 105 kg | 28-07-1998   | Michigan       |
| G | 17 | Stati Uniti (bandiera)                                   | McGruder, Rodney      | 193 cm  | 93 kg  | 29-07-1991   | Kansas State   |
| AG/C | 13 | Canada (bandiera)                                        | Olynyk, Kelly         | 211 cm  | 109 kg | 19-04-1991   | Gonzaga        |
| AP | 24 | Stati Uniti (bandiera)                                   | Pickett, Jamorko (TW) | 211 cm  | 109 kg | 24-12-1997   | Georgetown     |
| C | 28 | Stati Uniti (bandiera)                                   | Stewart, Isaiah       | 206 cm  | 113 kg | 22-05-2001   | Washington     |

## Uniformi
Il fornitore ufficiale del materiale tecnico per la stagione 2021-2022 è Nike.
- Casa

| Association |

- Trasferta

| Icon |

- Alternativa

| Statement |

## Classifiche

### Central Division
| Central Division         | V  | S  | V%   | PR   | Casa  | Trasf | Div  | PG |
| ------------------------ | -- | -- | ---- | ---- | ----- | ----- | ---- | -- |
| y – Milwaukee Bucks      | 51 | 31 | .622 | 2,0  | 27–14 | 24–17 | 12–4 | 82 |
| x – Chicago Bulls        | 46 | 36 | .561 | 7,0  | 27–14 | 19–22 | 10–6 | 82 |
| pi – Cleveland Cavaliers | 44 | 38 | .537 | 9,0  | 25–16 | 19–22 | 10–6 | 82 |
| Indiana Pacers           | 25 | 57 | .305 | 28,0 | 16–25 | 9–32  | 2–14 | 82 |
| Detroit Pistons          | 23 | 59 | .280 | 30,0 | 13–28 | 10–31 | 6–10 | 82 |

### Eastern Conference
| Eastern Conference | Eastern Conference       | Eastern Conference | Eastern Conference | Eastern Conference | Eastern Conference | Eastern Conference |
| #                  | Squadra                  | V                  | S                  | V%                 | PR                 | PG                 |
| ------------------ | ------------------------ | ------------------ | ------------------ | ------------------ | ------------------ | ------------------ |
| 1                  | c – Miami Heat *         | 53                 | 29                 | .646               | –                  | 82                 |
| 2                  | y – Boston Celtics *     | 51                 | 31                 | .622               | 2,0                | 82                 |
| 3                  | y – Milwaukee Bucks *    | 51                 | 31                 | .622               | 2,0                | 82                 |
| 4                  | x – Philadelphia 76ers   | 51                 | 31                 | .622               | 2,0                | 82                 |
| 5                  | x – Toronto Raptors      | 48                 | 34                 | .585               | 5,0                | 82                 |
| 6                  | x – Chicago Bulls        | 46                 | 36                 | .561               | 7,0                | 82                 |
|                    |                          |                    |                    |                    |                    |                    |
| 7                  | x – Brooklyn Nets        | 44                 | 38                 | .537               | 9,0                | 82                 |
| 8                  | pi – Cleveland Cavaliers | 44                 | 38                 | .537               | 9,0                | 82                 |
| 9                  | x – Atlanta Hawks        | 43                 | 39                 | .524               | 10,0               | 82                 |
| 10                 | pi – Charlotte Hornets   | 43                 | 39                 | .524               | 10,0               | 82                 |
|                    |                          |                    |                    |                    |                    |                    |
| 11                 | N.Y. Knicks              | 37                 | 45                 | .451               | 16,0               | 82                 |
| 12                 | Wash. Wizards            | 35                 | 47                 | .427               | 18,0               | 82                 |
| 13                 | Indiana Pacers           | 25                 | 57                 | .305               | 28,0               | 82                 |
| 14                 | Detroit Pistons          | 23                 | 59                 | .280               | 30,0               | 82                 |
| 15                 | Orlando Magic            | 22                 | 60                 | .268               | 31,0               | 82                 |

Note:
- z – Fattore campo per gli interi playoff
- c – Fattore campo per le finali di Conference
- y – Campione della division
- x – Qualificata ai playoff
- p – Qualificata ai play-in
- e – Eliminata dai playoff
- * – Leader della division

## Risultati

### Preseason
|  | Denota le partite vinte |
|  | Denota le partite perse |

### Regular season
|  | Denota le partite vinte |
|  | Denota le partite perse |

## Mercato

### Scambi
| 6.8.2021  | Detroit Pistons Diritti draft a Balša Koprivica | Charlotte Hornets Mason Plumlee Diritti draft a JT Thor |
| 4.9.2021  | Detroit Pistons DeAndre Jordan Scelta 2º giro Draft 2024 (da Washington via Brooklyn) Scelta 2º giro Draft 2025 (da Golden State via Brooklyn) Scelta 2º giro Draft 2027 Considerazioni in denaro | Brooklyn Nets Sekou Doumbouya Jahlil Okafor             |
| 10.2.2022 | Milwaukee Bucks Serge Ibaka(da Los Angeles) Due future scelte 2º giro (da Sacramento e Detroit) Considerazioni in denaro (da Los Angeles)                                                         | Detroit Pistons Marvin Bagley (da Sacramento)           |

### Free Agency

#### Rinnovi
| Data      | Giocatore       | Contratto               | Ref.                                      |
| --------- | --------------- | ----------------------- | ----------------------------------------- |
| 6.8.2021  | Saben Lee       | 3 anni                  | [ 12 ] [ 13 ]                             |
| 11.8.2021 | Frank Jackson   | 2 anni                  | [ 14 ] [ 15 ] [ 16 ] [ 17 ] [ 18 ] [ 19 ] |
| 11.8.2021 | Cory Joseph     | 2 anni - $ 10 milioni   | [ 14 ] [ 15 ] [ 16 ] [ 17 ] [ 18 ] [ 19 ] |
| 11.8.2021 | Rodney McGruder | 1 anno                  | [ 14 ] [ 15 ] [ 16 ] [ 17 ] [ 18 ] [ 19 ] |
| 19.8.2021 | Hamidou Diallo  | 2 anni - $ 10,4 milioni | [ 20 ] [ 21 ]                             |

#### Acquisti
| Data      | Giocatore        | Contratto             | Provenienza       | Ref.                 |
| --------- | ---------------- | --------------------- | ----------------- | -------------------- |
| 6.8.2021  | Trey Lyles       | 2 anni - $ 5 milioni  | San Antonio Spurs | [ 13 ] [ 22 ] [ 23 ] |
| 6.8.2021  | Kelly Olynyk     | 3 anni - $ 37 milioni | Houston Rockets   | [ 13 ] [ 22 ] [ 23 ] |
| 17.8.2021 | Chris Smith      | Two-Way contract      | UCLA Bruins       | [ 24 ]               |
| 22.9.2021 | Anthony Tarke    | Exhibit 10 contract   | Coppin St. Eagles | [ 25 ]               |
| 24.9.2021 | Jamorko Pickett  | Two-Way contract      | Indiana Pacers    | [ 26 ]               |
| 28.9.2021 | Cassius Stanley  | Exhibit 10 contract   | Indiana Pacers    | [ 27 ]               |
| 28.9.2021 | Derrick Walton   | Exhibit 10 contract   | ASVEL             | [ 27 ]               |
| 29.9.2021 | Jared Cunningham | Exhibit 10 contract   | Bnei Herzliya     | [ 28 ]               |
| 24.3.2022 | Braxton Key      | 10 giorni             | Del. Blue Coats   | [ 29 ]               |
| 3.4.2022  | Carsen Edwards   | 2 anni                | S.L.C. Stars      | [ 30 ] [ 31 ]        |

#### Cessioni
| Data       | Giocatore        | Motivo                       | Nuova squadra(e)    | Ref.                 |
| ---------- | ---------------- | ---------------------------- | ------------------- | -------------------- |
| 31.7.2021  | Tyler Cook       | Rilasciato                   | Chicago Bulls       | [ 18 ] [ 32 ] [ 33 ] |
| 31.7.2021  | Cory Joseph      | Rilasciato                   | —                   | [ 18 ] [ 32 ] [ 33 ] |
| 6.8.2021   | Wayne Ellington  | Free agent senza restrizioni | L.A. Lakers         | [ 34 ]               |
| 6.8.2021   | Rodney McGruder  | Rilasciato                   | —                   | [ 19 ] [ 35 ]        |
| 7.9.2021   | DeAndre Jordan   | Rilasciato                   | L.A. Lakers         | [ 36 ] [ 37 ]        |
| 23.9.2021  | Dennis Smith     | Free agent senza restrizioni | Portland T. Blazers | [ 38 ]               |
| 27.9.2021  | Anthony Tarke    | Scambiato                    | Motor City Cruise   | [ 32 ]               |
| 16.10.2021 | Jared Cunningham | Rilasciato                   | Motor City Cruise   | [ 39 ]               |
| 16.10.2021 | Cassius Stanley  | Rilasciato                   | Motor City Cruise   | [ 39 ]               |
| 16.10.2021 | Derrick Walton   | Rilasciato                   | Motor City Cruise   | [ 39 ]               |
| 3.4.2022   | Chris Smith      | Rilasciato                   | —                   | [ 31 ]               |